# 南霍蘭和迪平斯 (英國國會選區)

選區在林肯郡的位置

南霍蘭和迪平斯（英語：South Holland And The Deepings），英國國會一郡選區，位於林肯郡東南部，包括南霍蘭全部和南凱斯蒂文的東南部。
本區始設於1997年，自始創起當區議員是保守黨的約翰·海斯。他在2010年大選中以59.1%選票三度連任。